# Navigációs paradoxon
A navigációs paradoxon (látszólagos ellentmondás) egyik része az, hogy a Mercator-térképen egyenesként látható loxodroma hosszabb, mint a görbe ortodroma. Ez annak következménye, hogy a Mercator-vetület nem távolságtartó, hanem szögtartó.
Az ellentmondás második része a két vonalon haladó jármű iránytartásának különbözősége:
- A loxodromán haladó jármű az állandó kurzust csak úgy tudja tartani, hogy a kormányművel folyamatosan korrigál.
- Az ortodromán viszont rögzített kormánnyal lehet végigmenni (geodetikus vonal). Korrekcióra csak az oldalirányú eltérítések (szél, tengeráramlat) miatt van szükség.